# Reuzenhuis (Borgerhout)

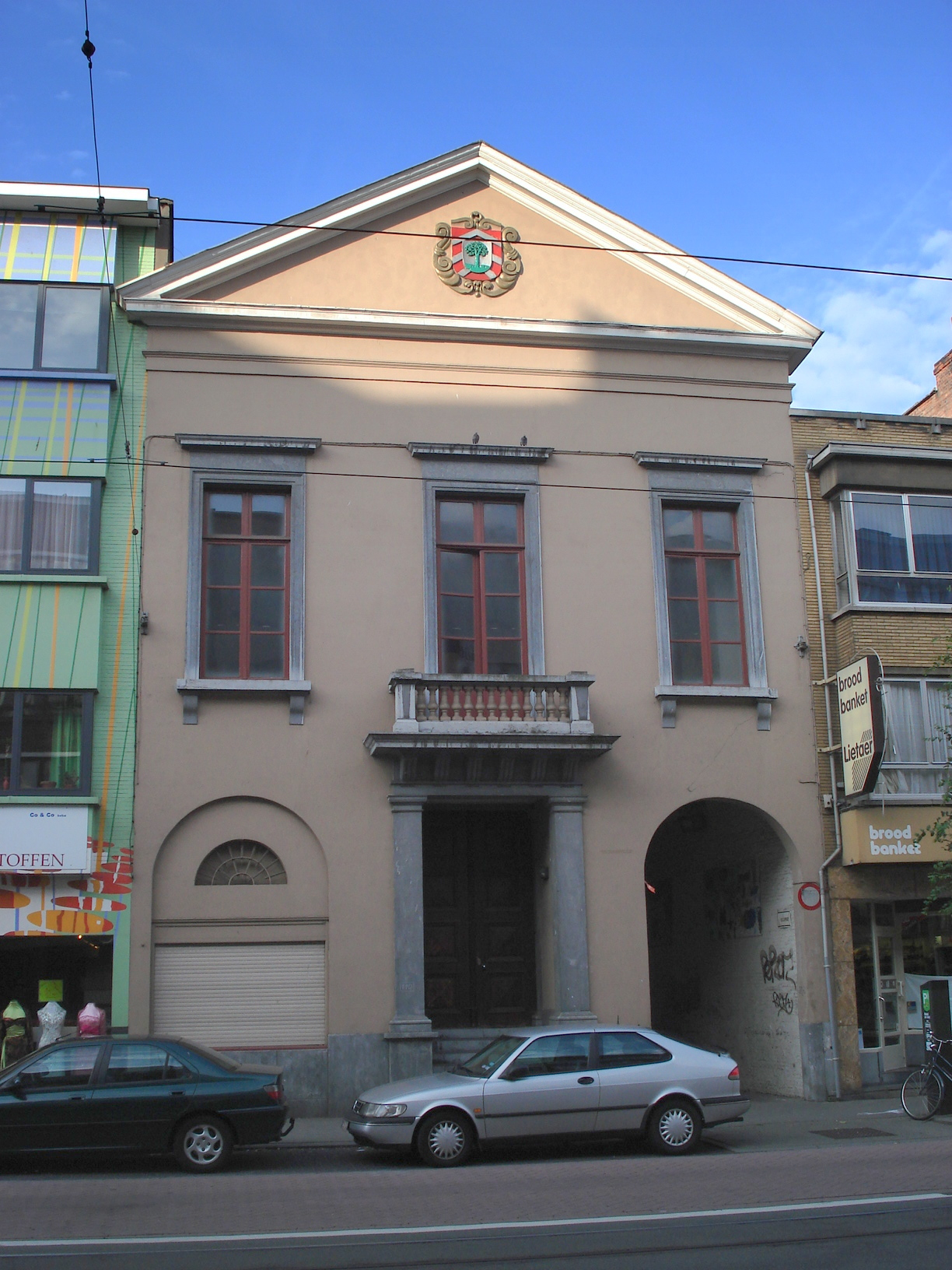
Het Reuzenhuis, eerste gemeentehuis van Borgerhout (van 1836 tot 1890)

Het Reuzenhuis is een neoclassicistisch gebouw dat dienstdeed als eerste gemeentehuis van Borgerhout (van 1836 tot 1890). Het gebouw is gelegen een de Turnhoutsebaan en werd ontworpen door Jan Hoenagels. Het wordt gekenmerkt door de "Reuzenpoort" die een doorgang vormde naar de gronden achter het gebouw waar een servituut op lag. Het gebouw is sinds 2011 een beschermd monument.
Na het verhuis van de gemeentediensten van het Reuzenhuis naar het huidige districtshuis aan het Moorkensplein deed het gebouw onder andere dienst als muziekschool en vanaf 1957 werd het gebruikt door de heemkundige kring van Borgerhout, en vanaf 1965 werd de collectie officieel het Borgerhouts Heemmuseum, dat bij gebrek aan vrijwilligers langzaam doodbloedde. Bij de renovatie van het gebouw in 2003 raakte de heemkundige collectie verspreid.
In 2010 werd het Reuzenhuis door de stad Antwerpen verkocht aan een anonieme koper die het huis een culturele invulling heeft gegeven. De verkoop stuitte op protest van Vlaams Belang en Open Vld, deze laatste partij startte een petitie tegen de verkoop van het Reuzenhuis.
In 2012 werd in het Reuzenhuis de tentoonstelling New Ways to Work georganiseerd, met het werk van jonge kunstenaars. Hetzelfde jaar speelde Marieke De Maré er een toneelvoorstelling gebaseerd op het boek De Roos en het Zwijn van Anne Provoost en speelde Vitalski er een Stand-upcomedy voorstelling.
In 2013 vond het Relics Kunstenfestival plaats in het Reuzenhuis.
In 2015 trok de nieuwssite Apache in het Reuzenhuis. Apache heeft een redactielokaal op de tweede verdieping van het gebouw.